# Jekaterynburski Cyrk
Jekaterynburski Cyrk (ros. Екатеринбургский цирк), właściwie Jekaterynburski Cyrk im. W. I. Fiłatowa (ros. Екатеринбургский государственный цирк им. В. И. Филатова) – cyrk działający w Jekaterynburgu, w obwodzie swierdłowskim. W 2012 roku uznany za najlepszy rosyjski cyrk.

## Historia
Pierwsze udokumentowane pokazy cyrkowe w Jekaterynburgu rozpoczęły się w latach 30. XIX wieku. W 1883 roku otwarto pierwszy stały cyrk w mieście, mogący pomieścić 900 osób, prowadzony przez rodzinę pochodzącą z Włoch. W swoim programie prezentował on pokazy konne oraz akrobatyczne, a także prezentowano tu egzotyczne zwierzęta. W 1909 roku otwarto konkurencyjny stały cyrk, w którym oprócz tradycyjnego repertuaru cyrkowego odbywały się także walki zapaśnicze, przedstawienia teatralne, a także pokazy pierwszych filmów. Budynki te wykonano z drewna, dlatego narażone były one na pożary. Sytuacja zmieniła się po przewrocie październikowym i zwycięskiej dla bolszewików wojnie domowej. W miejsce prywatnych przedsiębiorstw cyrkowych powoływano teraz kolektywne grupy artystów. Pierwsza arena tego typu trupy cyrkowej stanęła w miejscu dzisiejszego budynku cyrkowego, a kolejna, tzw. letnia, w okolicach fabryki Urałmasz. Państwo sowieckie wzięło pod swoją „opiekę” te przedsięwzięcia w latach 30. XX wieku. Drewniany budynek nowego cyrku stanął przy ulicy Kujbyszewa. Przetrwał do 1976 roku, gdy spłonął.
Już w latach 60. XX wieku pojawiły się pomysły budowy nowoczesnego obiektu cyrkowego. Oryginalny projekt budowli zakończonej kopułą powstał pod kierownictwem Nikołaja Nikitina, architekta Wieży telewizyjnej Ostankino. Uralska metropolia Swierdłowsk została wybrana przez władze sowieckie na miejsce realizacji tego projektu. Budowa rozpoczęła się w 1972 roku i trwała osiem lat, a sama arena cyrkowa – z widownią na prawie 3 tysiące miejsc – miała stać się drugą co do wielkości tego typu w Związku Radzieckim, zaraz po moskiewskiej. Budynek stanął w rejonie leninowskim, a nadano mu nowoczesną formę. Wieńczą go dwie kopuły: pierwsza wewnętrzna, zamykająca bryłę i zapewniająca dobrą akustykę, i druga, zewnętrza, czysto dekoracyjna, o łącznej wysokości 50 metrów, składająca się z 32 betonowych łuków. Wnętrza dekorowane są kamieniami i minerałami, wydobywanymi na Uralu.

## Cyrk obecnie
Jekaterynburski Cyrk został oficjalnie otwarty 1 lutego 1980 roku. Nadano mu imię znanego działacza cyrkowego pochodzącego z ziemi jekaterynburskiej, Walentina Fiłatowa. W budynku cyrkowym znajdują się dwie areny: główna, mogąca obecnie pomieścić 2558 osób, oraz druga, przeznaczona do wykonywania prób. Od otwarcia obiektu do 2010 roku odwiedziło go ponad 20 milionów widzów. Od 1996 roku trupa cyrkowa organizuje coroczne festiwale sztuki cyrkowej, dla dzieci prowadzi specjalne kursy z akrobatyki i gimnastyki. W 2008 roku zorganizowano tu pierwszy Światowy Festiwal Clownów. Działa tu także interaktywne muzeum cyrkowe. W kwietniu 2012 roku cyrk został uznany za najlepszy w całej Federacji Rosyjskiej, zdobywając nagrodę „Cyrk Roku”.